# Яшельтау
Яшельта́у (рос. Яшельтау, башк. Йәшелтау) — присілок у складі Ішимбайського району Башкортостану, Росія. Входить до складу Скворчихинської сільської ради.